# Lady Jane (película)
Lady Jane es un filme británico de 1986, dirigido por Trevor Nunn. Protagonizado por Helena Bonham Carter en el papel principal, se basa en acontecimientos históricos.

## Argumento
Después del fallecimiento del rey Enrique VIII, se desata una disputa política por la sucesión en el trono. El hijo del rey, Eduardo VI (Warren Saire) es menor de edad y muy enfermizo, y la hija mayor del rey,  María (Jane Lapotaire), hija de Catalina de Aragón es la otra candidata. 
John Dudley (John Wood) presidente del Consejo de Regencia instaurado por Enrique VIII antes de su muerte, debe resolver sobre la continuidad de la Reforma anglicana en Inglaterra, amenazada por el catolicismo de María. Decide entonces casar a su hijo menor, Guilford Dudley (Cary Elwes) con Lady Jane Grey (Helena Bonham Carter), sobrina nieta de Enrique VIII y nieta de Mary Tudor (la hermana menor del rey Enrique). Jane es la quinta en la línea de sucesión marcada por Enrique VIII: le preceden Eduardo VI y las dos hermanas de este, lady María y lady  Isabel que fueron declaradas ilegítimas cuando Enrique VIII abandonó a sus madres (la repudiada Catalina de Aragón y la decapitada Ana Bolena); y su propia madre, Frances Brandon, sobrina de Enrique VIII.  El matrimonio entre Jane y Guilford se realizó el 12 de mayo de 1553. En un principio ambos cónyuges consideraron su matrimonio como de conveniencia, pero terminan enamorándose. 
El 6 de julio de 1553 muere Eduardo VI a los 15 años de edad, no sin antes nombrar a Lady Jane como su sucesora, por instancia de John Dudley. Éste coloca en el trono a Jane, tal como tenía previsto. Pero la joven reina se rebela ante lo que consideraba ser una marioneta de su suegro, lo que causa que el Consejo de Regencia le retire su apoyo en favor de la católica María, que ascenderá al trono como María I. El reinado de Jane duraría solo 9 días, ya que el Consejo decretó su arresto y el de su esposo. El padre de la reina, Henry Grey (Patrick Stewart), duque de Suffolk, intenta una rebelión para restaurar a su hija en el trono, pero fracasa. María I asume entonces el trono y ordena la ejecución de Jane Grey, su esposo Guilford y el Duque de Suffolk.

## Reparto
| Actor                | Personaje                            |
| -------------------- | ------------------------------------ |
| Helena Bonham Carter | Lady Jane Grey                       |
| Cary Elwes           | Guilford Dudley                      |
| John Wood            | John Dudley, Duque de Northumberland |
| Michael Hordern      | Dr. Feckenham                        |
| Jill Bennett         | Sra. Ellen                           |
| Jane Lapotaire       | Princesa Mary                        |
| Sara Kestelman       | Frances Grey, Duquesa de Suffolk     |
| Patrick Stewart      | Henry Grey, Duque de Suffolk         |
| Warren Saire         | Rey Eduardo VI                       |

## Recepción
Según El País el director teatral Trevor Nunn creó con esta película una abultada recreación histórica, que depositó todo su peso en unos excelentes actores.